# Gouvernorat de Soueïda
Le gouvernorat de Soueïda est l'un des quatorze gouvernorats de Syrie ; il a pour capitale la ville de Soueïda. Sa population en 2011 était de 370.000 habitants.
Au 20 juillet 2025, une partie de son territoire est contrôlé par les forces druzes du Conseil militaire de Soueïda,.

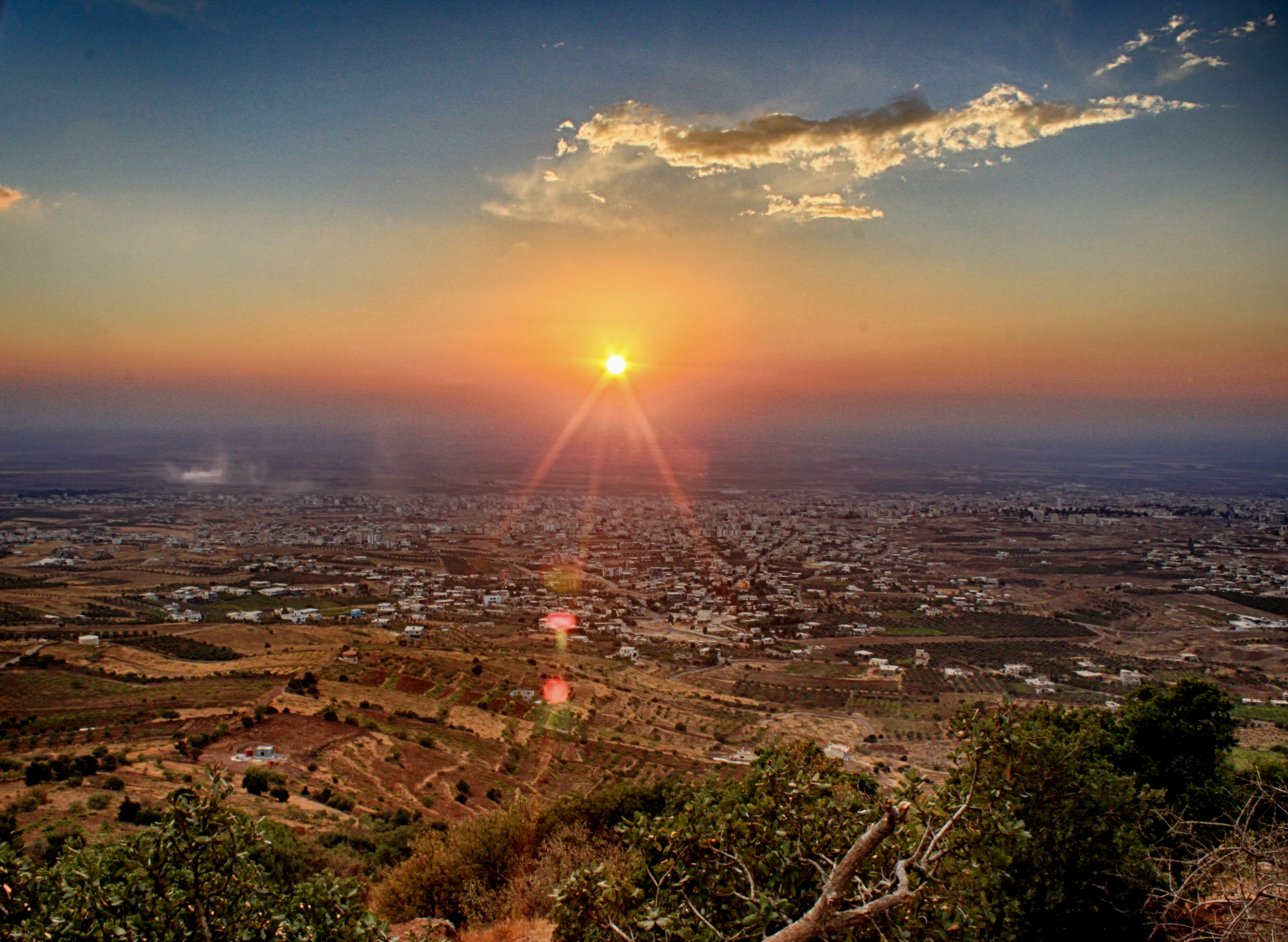
Vue aérienne de la ville de Suwayda, octobre 2011

## Districts
Le gouvernorat est subdivisé en neuf districts :
- Soueïda
- Salkhad
- Chahba